# بازیکن دوازدهم
بازیکن دوازدهم (به انگلیسی:CHAMPS 12) سریالی ساخت کشور آرژانتین است.
این سریال در ایتالیا هم پخش شده‌است. این سریال دارای ۱۲۷ قسمت است.
مدت زمان هر قسمت ۴۵ دقیقه‌است و زبان اصلی آن اسپانیایی است. این سریال از دوازدهم تیر ماه در حال پخش است.

## بازیگران
- لیز سولاری درنقش شارلوت (شارلی) کارس
- توماس دلاس هرس در نقش گونزالو تورس
- ماریو پاسیکه درنقش رنزو کارس.
- سیلویا کاتیکا در نقش مارینا
- آندرا کمپ بل در نقش مرسدس
- باربارا آتیاس در نقش کامیلا
- لئونل دلوگلیو در نقش ماتیاس
- لوسیانو باسی در نقش دیگو
- مارتین گرینفیلد در نقش لوچو
- ماریا خیمنا در نقش ماکسی
- جازمین پاز در نقش پیلار
- دولورس سارمینتو در نقش لیلا
- فرانسیسکو در نقش آلوارو آندراده
- داناوان در نقش فرمین فرانسیسکو
- لوسیو روگاتی در نقش باتیستا
- کالو ریورو در نقش الکسیا
- فلورنسیا اورتیس در نقش آندرئا مارکِـس
- مونیکا گونساگا